# Champlainovo jezero
Champlainovo jezero (anglicky Lake Champlain, francouzsky Lac Champlain) leží na severovýchodě USA ve státech New York a Vermont a zasahuje i do kanadské provincie Québec. Kotlina jezera je tektonického původu. Má rozlohu 1269 km². Dosahuje maximální hloubky 122 m.

## Vodní režim

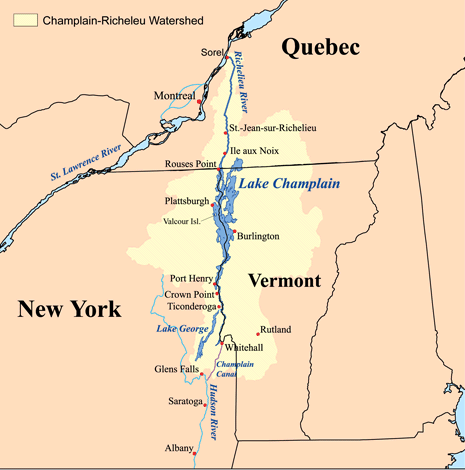
Povodí jezera a jeho odtoku Richelieu

Voda z jezera odtéká na sever, řekou Richelieu do řeky svatého Vavřince. Jezero je částí severojižní vodní cesty, která spojuje americkou řeku Hudson s kanadskou řekou sv. Vavřince (a tudíž umožňuje i mnohem rychlejší vodní plavbu mezi New Yorkem a Montréalem či Québecem než po moři, kdy se musí objíždět poloostrov Nova Scotia a ostrov Cape Breton).

## Osídlení pobřeží
Na břehu leží města Burlington, Port Henry a Plattsburgh.